# Partido de la Independencia Húngara
El Partido de la Independencia Húngara (en húngaro: Magyar Függetlenségi Párt, MFP) fue un partido político conservador de Hungría en el período posterior a la Segunda Guerra Mundial.

## Historia
El partido fue fundado el 28 de julio de 1947, poco antes de las elecciones parlamentarias de Hungría de 1947. Liderado por Zoltán Pfeiffer , obtuvo 49 de los 411 escaños, convirtiéndose en el quinto partido más grande de la Asamblea Nacional. Sin embargo, en octubre del mismo año el Comité Nacional Electoral, en base a una denuncia de grupos comunistas, dictaminó que el partido había participado ilegalmente en las elecciones y sus escaños fueron anulados.
El partido se reorganizó bajo el liderazgo de Tibor Hornyák durante la revolución húngara de 1956, pero después de la invasión soviética fue prohibido nuevamente. La mayoría de sus líderes, miembros y los involucrados en su operación y organización fueron arrestados o monitoreados, muchos de ellos fueron condenados a prisión. A través de acuerdos alcanzados entre el régimen de János Kádár y Occidente para obtener ayuda, Hornyák (junto con varios otros convictos políticos) fue liberado de su sentencia original de 12 años de prisión bajo amnistía general de 1963.
Se estableció un nuevo partido el 2 de abril de 1989, tras la caída del comunismo. En elecciones parlamentarias de Hungría de 1990 obtuvo menos del 0,1% de los votos y no volvió a presentarse a elecciones.

## Desempeño electoral
| Año  | Votos   | %     | Bancas ganadas | Nota      |
| ---- | ------- | ----- | -------------- | --------- |
| 1947 | 670,751 | 13.43 | 43/411         | Oposición |
| 1990 | 2,143   | 0.04  | 0/386          | No entró  |